# Infirmerie de Brownlow Hill
L'infirmerie de Brownlow Hill est un workhouse de Liverpool, assurant une fonction principalement médicale en tant qu'infirmerie, et connu pour son rôle dans l'amélioration de la formation des infirmières. Construit en 1772, le lieu est démoli en 1931 et le site est aujourd'hui occupé par la cathédrale métropolitaine de Liverpool.

## Histoire
La construction initiale de l'atelier est achevée en mai 1772,. Il est agrandi par l'ajout de six maisons supplémentaires dans les ailes sud-est et sud-ouest en 1777, d'un dispensaire public (achevé en 1780), de quatre maisons pour former un hôpital pour pauvres occasionnels (1786), d'un asile d'aliénés (1787) et d'un service de fièvre (1801). Dans les années 1790, le workhouse accueille plus de 1 000 personnes et d'autres extensions sont ajoutées en 1792 et 1796. Un rapport de 1805 du marguillier Henderson révèle que sur 1 600 pauvres hébergés à l'intérieur des lieux et dans les hospices voisins, seuls 20 étaient des hommes valides, et 437 étaient incapables de travailler pour cause de maladie ou d'infirmité. Le workhouse est agrandi dans les années 1840, selon les plans des architectes Henry Lockwood et Thomas Allom), avec une chapelle érigée en 1855 et un hôpital « pour l'accueil des pauvres souffrant de maladies infectieuses », édifié en 1863. À son apogée, c'est l'un des plus grands workhouse du Royaume-Uni, avec une capacité officielle de plus de 3 000 personnes, mais allant parfois jusqu'à 5 000.

## Formation d'infirmière
L'atelier abrite également l'une des plus grandes infirmeries du pays, qui accueille 1 200 malades. Le marchand de Liverpool, William Rathbone, obtient la permission de la Vestry de Liverpool d'introduire des infirmières qualifiées (à ses frais pendant trois ans) à l'hôpital workhouse en 1864, et invite Florence Nightingale en 1865. Les conditions qui règnent dans l'infirmerie à son arrivée sont décrites comme « un désordre, une extravagance de toutes sortes dans l'établissement à un degré incroyable ». Peu de temps après son arrivée, Nightingale fait venir 12 infirmières qualifiées et sept stagiaires (tous formés à la Nightingale School of Nursing de Londres) à l'infirmerie. Ce groupe initial est complété par des détenus en probation et 54 femmes valides qui recevaient un petit salaire. Il s'agit de la première formation destinée aux infirmières dans une infirmerie d'un workhouse, ouvrant la voie à des systèmes de formation d'infirmières dans d'autres ateliers du Royaume-Uni . La réformatrice sociale Eva McLaren faisait partie des personnes formées dans l'établissement comme infirmière.

## Fermeture
L'activité de l'atelier et de son hôpital diminue progressivement à la fin du XIXe siècle et au début du XXe siècle, l'institution fermant à la fin des années 1920 et le site étant mis en vente en 1930. Acquis par l'église catholique romaine, l'atelier est démoli en 1931 et le site est aujourd'hui occupé par la cathédrale métropolitaine du Christ-Roi de Liverpool.